# DM Lyrae

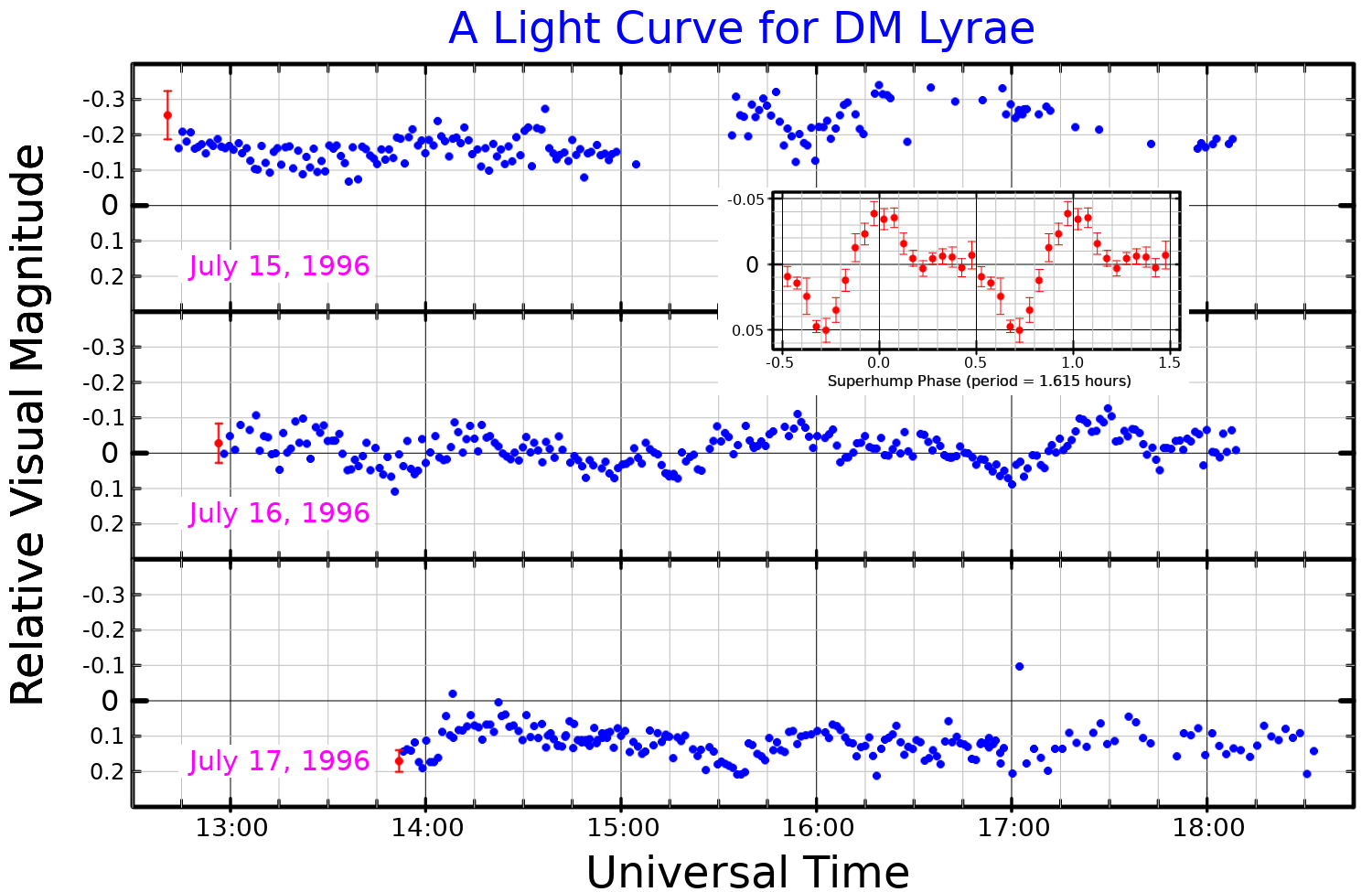
DM Lyraes ljuskurva

DM Lyrae, är en SU Ursae Majoris-variabel (UGSU) i Lyrans stjärnbild som upptäcktes av den tyske astronomen Cuno Hoffmeister.
DM Lyr har utbrott som varierar i fotografisk magnitud mellan 13,6 och 18,0 i magnitud. Den företer också som dubbelstjärna smärre variationer med en period av 0,065409 dygn (94,189 minuter).